# Pierre Lang (Unternehmen)
Die Pierre Lang Europe Handelsgesellschaft m.b.H. ist ein Unternehmen der Schmuckindustrie mit Stammsitz in Wien.

## Hintergrund
1961 gründeten die Brüder Hans und Peter Andersen einen Handwerksbetrieb, der Modeschmuck für andere Marken und den Großhandel herstellte. 1984 wurde die Pierre Lang Europe Handelsgesellschaft m.b.H. gegründet und der Vertrieb des Schmucks selbst übernommen. Seit 2002 stellt das Unternehmen auch eine Echtschmuckkollektion aus 925 Sterling Silber her. Die Schmuckstücke werden selbst entworfen und in den beiden Produktionsstätten in Wien und Irland hergestellt.
Pierre Lang ist mit rund 70 Niederlassungen in 12 europäischen Ländern (Stand 2010) vertreten. Dazu zählen Österreich, Deutschland, die Schweiz, Italien, England, Luxemburg, Frankreich, Belgien, Spanien, Irland, Tschechien und die Slowakei.
Das Unternehmen beschäftigt ca. 300 fest angestellte Mitarbeiter und ca. 6.000 freiberufliche Berater, die den Schmuck im Rahmen von privaten Verkaufspartys vertreiben.
Von 2001 bis 2003 wurde der Pierre Lang Fashion Award für Modedesign verliehen. Seit 2005 wird der Schmuckdesignpreis so fresh. the jewellery award by Pierre Lang an Schmuck-, Mode- und Produktdesigner aus dem europäischen Raum vergeben. Er ist mit 10.000 Euro Preisgeld dotiert. Außerdem fördert Pierre Lang im Mentoren-Programm acm Nachwuchsmanager. 2007 stellte Pierre Lang ein Schmuckstück als Damenspende für den Wiener Opernball zur Verfügung.
Am 1. Jänner 2010 wurde Pierre Lang an den deutschen Direktvertriebs-Unternehmer Helmut Spikker verkauft.
Nach einer Insolvenz im September 2012 wurde das Unternehmen im Dezember 2012 an die Münchner Beteiligungsgesellschaft SMB rund um Hieronymus Graf Metternich sowie Martin und Christoph Schoeller verkauft.
Ende 2018 musste die Unternehmensgruppe, die zu dieser Zeit etwa 250 Mitarbeiter beschäftigte, erneut Insolvenz anmelden. Im April 2019 gab das Vorarlberger Unternehmen Luna Trading, das ebenfalls im Party- und Direktvertrieb von Schmuck tätig ist, bekannt, Pierre Lang zu übernehmen.

## Produkte
Die Modeschmuck-Kollektion, die seit 1984 besteht, ist in vergoldetem, rhodiniertem, rosé vergoldetem und rutheniertem Metall erhältlich. Eine Echtschmuck-Kollektion aus 925 Sterling Silber wurde 2002 eingeführt, jedoch 2011 wieder eingestellt.

## Vertrieb
Pierre Lang Schmuck wird ausschließlich über reinen Direktvertrieb/Multi-Level-Marketing angeboten. Ähnlich wie bei Tupperware werden Verkaufspartys bei Privatkunden zu Hause abgehalten. Diese Schmuckpartys bzw. Schmuckpräsentationen werden von einer Schmuckberaterin betreut, die die Kollektionen vorführt und berät. Für den Umsatz, der auf der Präsentation erzielt wird, bekommt die Beraterin eine Provision. Die Gastgeberin einer Präsentation erhält ein Geschenk in Form von Schmuckdiamants. Insgesamt finden ca. 275.000 Präsentationen pro Jahr statt.